# Johann Leopold Theodor Friedrich Zincken
Julius Leopold Theodor Friedrich Zincken ou Sommer (Brunsvique, 15 de abril de 1770 – Brunsvique, 8 de fevereiro de 1856) foi um entomologista alemão.

## Carreira
Ele foi co-editor, com Ernst Friedrich Germar, da Magazin der Entomologie Hendel & Son. Halle. também conhecida como Revista de Germar, na qual escreveu muitos artigos e descreveu novas espécies e gêneros, especialmente nos Tineidae.
A coleção de Zincken foi vendida após sua morte. Sua história subsequente é desconhecida.

## Publicações selecionadas
- Zincken, J. L. T. F. 1817: Die Linneischen Tineen in ihre natürlichen Gattungen aufgelöst und beschrieben.  Magazin der Entomologie, Halle 2: 24–113.
- Zincken, J. L. T. F. 1818: Die Lineeischen Tineen in ihre natürlichen Gattungen aufgelöst.  Magazin der Entomologie, Halle 3: 114, 133, 143.
- Zincken, J. L. T. F. 1821: Die Linnéeischen Tinee'n, in ihre natürlichen Gattungen aufgelöst und beschrieben. Magazin der Entomologie, Halle 4: 231–245.
- Zincken, J. L. T. F. 1821: Nachtrag zur Monographie der Gattung Chilo. Magazin der Entomologie, Halle 4: 246–258.
- Zincken genannt Sommer, J. L. T. F. Anweisung zum Seidenbau überhaupt und insbesondere in Bezuge auf das nördliche Deutschland, nach den neuesten Verbesserungen desselben und nach eigenen Erfahrungen und über die Naturgeschichte des Seidenspinners selbst angestellten Versuchen abgefasst. …, Braunschweig, Meyer 1829
- Zincken genannt Sommer, J. L. T. F.Beitrag zur Insecten-Fauna von Java. Erste Abtheilung. (in: Nova Acta Leopoldina Bd. 15, 1.), Bonn, 1831
- Zincken genannt Sommer, J. L. T. F.Anweisung für Gartenbesitzer und Landleute, wie dieselben in jedem Monate des Jahres zu verfahren haben, um in ihren Gärten Obst und Gartenfrüchte vor den Zerstörungen durch schädliche Insekten an leichtesten zu schützen…, Braunschweig, Meyer 1832